# Mauro Formica
Mauro Formica (ur. 4 kwietnia 1988 w Rosario) – argentyński piłkarz występujący na pozycji pomocnika w meksykańskim Pumas UNAM. Ma na koncie jeden występ w reprezentacji Argentyny.